# Thézy-Glimont

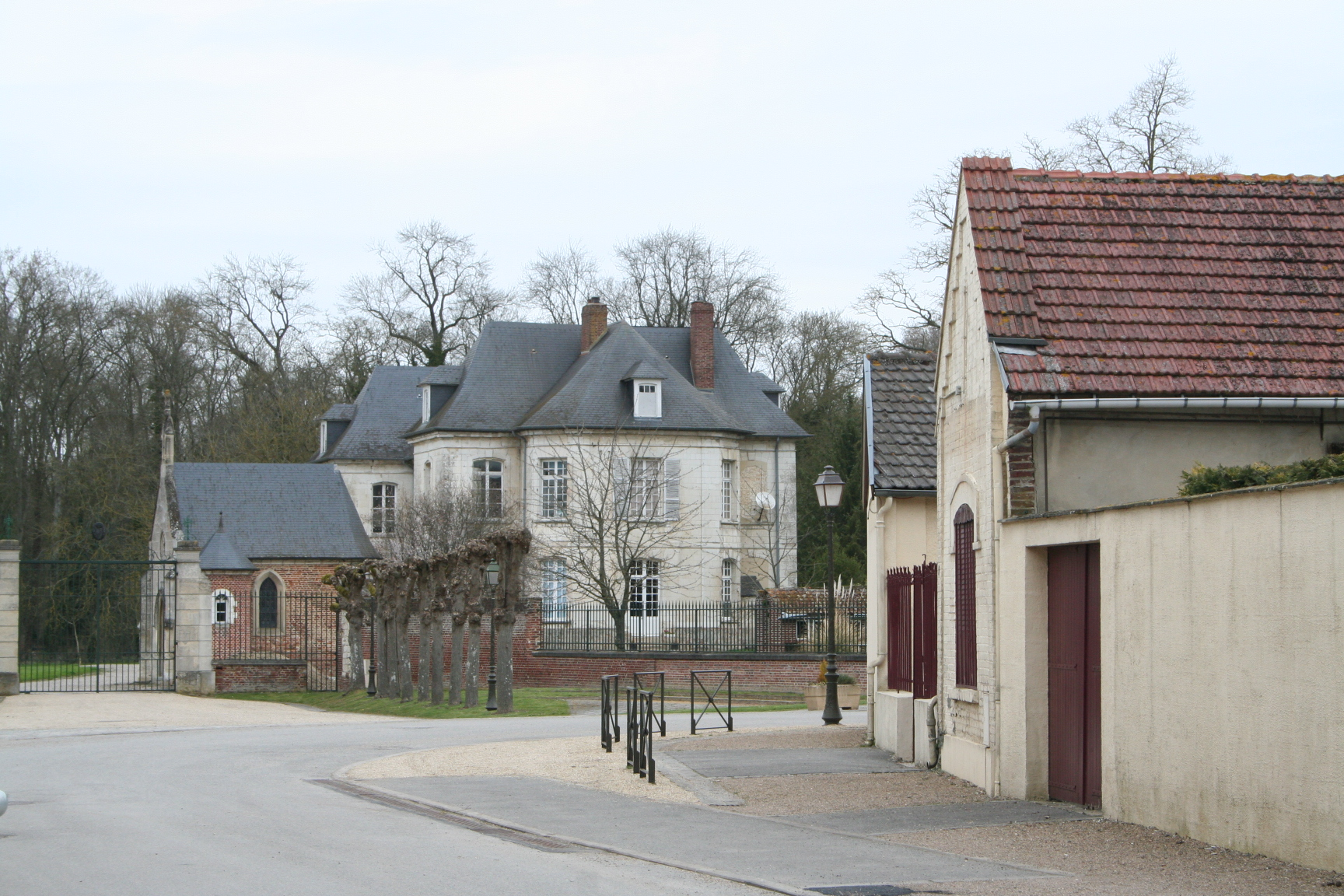

Thézy-Glimont is een gemeente in het Franse departement Somme (regio Hauts-de-France) en telt 419 inwoners (1999). De plaats maakt deel uit van het arrondissement Amiens.

## Geografie
De oppervlakte van Thézy-Glimont bedraagt 6,7 km², de bevolkingsdichtheid is 62,5 inwoners per km².

## Verkeer en vervoer
In de gemeente ligt spoorwegstation Thézy-Glimont.
De onderstaande kaart toont de ligging van Thézy-Glimont met de belangrijkste infrastructuur en aangrenzende gemeenten.

## Demografie
Onderstaande figuur toont het verloop van het inwonertal (bron: INSEE-tellingen).